# 我只是肯尼
我只是肯尼是加拿大演員萊恩·葛斯林為2023年電影《Barbie芭比》演唱的歌曲，由馬克·朗森和安德魯·瓦耶特共同創作及製作，收錄在《芭比 電影原聲帶》中。

## 背景
2023年5月25日，為《Barbie芭比》原聲帶獻聲的藝人陣容公開，其中包括飾演男主角肯尼的萊恩·葛斯林。當晚，部分曲目名稱公開，顯示葛斯林將演唱〈我只是肯尼〉，這是他繼2016年浪漫喜劇片《樂來越愛你》後再展歌喉。
7月11日，「只是肯尼」版宣傳片釋出，主要呈現葛斯林在電影中的歌舞表演。7月21日，即電影美國上映日，歌曲隨原聲帶專輯一併上線至各線上音樂平台。

## 製作
〈我只是肯尼〉是電影原聲帶中最早被創作出來的歌曲之一。製作人馬克·朗森表示在閱讀完電影劇本後，對當中肯尼的角色十分同情和喜愛，因而寫下這首歌曲。
我立馬有了這段歌詞的靈感：「我只是肯尼／在別處我十全十美」（I'm just Ken / Anywhere else I’d be a 10.）就聽起來蠻搞笑。也有點emo，這個可憐的傢伙。他如此勁辣，卻怎麼也得不到別人的關注。——馬克·朗森，談到〈我只是肯尼〉創作過程
朗森錄製了歌曲的演示帶後傳給導演葛莉塔·葛薇和編劇诺亚·鲍姆巴赫，而他本不期待受到他們的採納，不料葛莉塔聽過後徹底愛上了這首歌，更播給葛斯林聽。葛斯林表示這對他「意義深遠」，並請求讓他在電影中表演這首歌。為此葛薇塔修改了電影後半部一個重要場景。
朗森的同事兼原聲帶製作人安德魯·瓦耶特寫完了歌曲的其餘部分後，朗森便飛往倫敦和葛斯林錄製人聲。在接受《Vulture》採訪時，羅森表示：「在萊恩的錄音室裡，確實是他的功夫才讓整首歌的檔次提升那麼多。所有原本感覺多唱都尬的歌詞，由他說出就突然變得重要很多。」葛斯林最終只用了三小時就錄完了這首歌。
羅森隨後將曲子寄給槍與玫瑰的吉他手史萊許（Slash），史來許收到後覺得這「很酷」並同意為此彈奏吉他。鼓手沃夫岡·範·海倫（範·海倫成員）以及幽浮一族樂團鼓手喬許·弗里茲也在這首歌曲中客串演奏。